# André de Laure
Pour les articles homonymes, voir Laure.
 (décembre 2014).
 (septembre 2022).

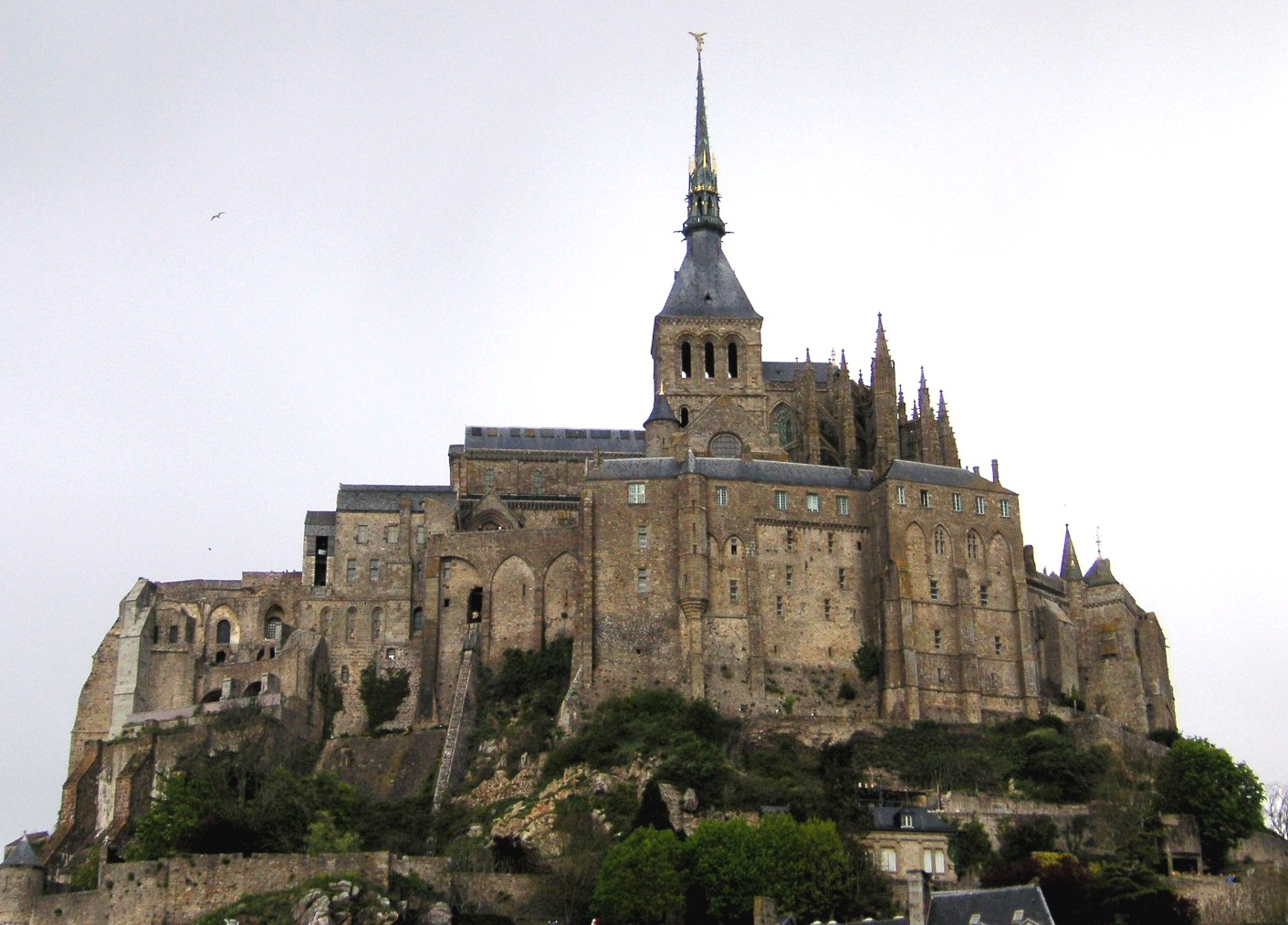
Le Mont Saint-Michel.

André  Laure, né au XVe siècle et mort le 25 mars 1499, est un bénédictin français, trente-troisième abbé du Mont Saint-Michel, de 1483 à 1499. Il est le fils de Girin Laure, seigneur de Veyssilieu ( mandement de Crémieu) et de Marguerite de Bathernay, (Batarnay) sœur de Imbert de Batarnay.
À la nouvelle de la mort de leur abbé, Guillaume d'Estouteville, les religieux du Mont Saint-Michel, réduits au nombre de vingt-cinq par la ruineuse influence des commandes, s'empressèrent de se réunir en chapitre pour tenter, à la faveur de la protection et de la vieillesse du monarque, de ressaisir, par une élection canonique, le droit de choisir leurs abbés.
Le comte du Bouchage, Imbert (Humbert) de Batarnay, successeur de Jean d’EstoutevilIe dans la charge de capitaine, seconda leurs projets et réussit, par l’influence qu’il exerça sur leurs suffrages, à leur faire nommer André Laure, chantre et archidiacre du monastère, et prieur de Pontorson. Ce bénédictin, originaire du Dauphiné, issu de la noble maison Laure de Veyssilieu , vit sans doute se réaliser, par ce choix, les projets qui l’avaient conduit dans ce monastère en 1474, ou plutôt que son oncle l’avait appelé dans ce dessein.
Cependant, redoutant à juste titre le retour de l’autorité royale contre sa dignité, il n’accepta cette charge que sur la réserve expresse de ses terres et bénéfices, dans l’hypothèse où son élection eût pu faillir. Ces appréhensions furent dissipées par la ratification de Charles VIII. Le goût des plaisirs et l’amour du faste ne tardèrent pas à se manifester dans la conduite de cet abbé, comme dans celle de tous les prélats de son époque.
Les monastères n’étaient plus, alors, ces asiles de recueillement et de ferveur, où une foi vive ployait tous les fronts sous le joug d’une discipline austère ; ce n’était plus à la supériorité des vertus cénobitiques que l’on y pouvait distinguer la supériorité du rang. Ces établissements religieux étaient trop souvent des lieux de scandale où les moines, affranchis de toute observance, ne semblaient se couvrir du voile de la religion que pour le souiller, tandis que leurs abbés couraient dans la capitale dissiper, par le faste, la plus large partie des richesses de leurs prétendues communautés.
Si l’origine canonique de son élection inspira plus de retenue à André de Laure, elle ne put cependant le défendre contre la contagion de l’exemple : aussi, quoiqu’il eût obtenu le titre de docteur en l’un et l’autre droit, n’en prit-il pas moins le prétexte de ses études pour se rendre dans la capitale, et s’y jeter dans l’éclat et la fréquentation du grand monde.
Pour dissipé qu’il ait été, André Laure ne dissipa cependant pas en vaines prodigalités tous les revenus de l’abbaye du Mont-Saint-Michel, qui lui dut l’acquisition des fiefs d’Assigny et de Hacqueville dans la baronnie de Saint-Pair. Les vitraux dont étaient ornées les chapelles du circuit de l’abside furent achetés et placés par ses soins. Une d’elles représentait la fondation de l’oratoire qui avait primitivement couronné le mont Saint-Michel. Une autre, composition plus vaste, offrait le sacre des rois de France. On y voyait les armes de l’abbé qui portait d’or au chef de vair, d’argent et de gueules de deux tires; il y avait également placé celles de son prédécesseur. Le vitrail qui décora longtemps le corps de garde fut encore une de ses libéralités. Le grand aigle de cuivre qui, jusqu’en 91, servit de pupitre au milieu du chœur de l’église, lui fut donné l’année suivante par Jean Gislain ainé, son procureur fiscal.
Le Mont-Saint-Michel continua à voir, sous la prélature d’André Laure, de nombreux pèlerins, et à recevoir de riches offrandes. Charles VII y vint, le 26 octobre 1487, remercier le ciel des succès qui avaient illustré ses armes contre les troupes de  François Ier de Bretagne, et du premier prince du sang, le duc d’Orléans, qui s’était réfugié près de ce puissant vassal. Durant les trois jours qu’il y passa, il donna à ce monastère plusieurs marques de sa munificence.
Vers la fin de sa carrière, André Laure résida plus fréquemment au milieu de sa communauté où il mourut et reçut les honneurs funèbres dans la chapelle de la Trinité, devant l’autel de saint Laurent, placé depuis sous l’invocation de Notre-Dame-de-Pitié. Il l’avait fait dresser lui-même. 

## Sources
- Fulgence Girard, Histoire géologique, archéologique et pittoresque du Mont Saint-Michel au péril de la mer, Avranches, E. Tostain, 1843, 376 p. (lire en ligne), p. 250-253
- « Testament de Girin Laure » (1488). Fonds : Morin Pons; Cote : Ms MP Dauph. 219. Bibliothèque municipale de Lyon.